# Улићи (племе)
Улићи или Уличи, или Углићи или Угличи (укр. Уличі, или Угличі) су били словенско племе. Помиње се између 6. и 10. века на просторима југозападне Украјине и на северу данашње Молдавије, односно, простор око река Дњестар и Буг. Њихово главно средиште представљао је град Пересичен. Улићи су у војном смислу представљали снажно племе и били су у јако добрим односима са својим југозападним суседима Тиверцима. На обали Црног мора, Улићи су заједно са Тиверцима водили честе битке са разним евроазијским освајачима.
Улићи се сматрају прецима украјинске нације. Након оснивања Кијевске Русије у 9. веку, кијевски кнежеви у неколико су наврата покушали заузети земље Улића, а то је средином 10. века успело једном од викиншких војсковођа Свенелду, који је ратовао у служби кијевског кнеза Свјатослава. Улићи се у касније интегришу у друштво Кијевске Русије, а након жестоког напада Печенега у 11. веку селе се према северозападним и карпатским крајевима Украјине. До 13. века су се стопили са осталим западним украјинским племенима.